# Шведский университет обороны
Шведский университет обороны (швед. Försvarshögskolan, сокр. FHS) — государственное высшее учебное заведение Швеции, специализирующееся на подготовке офицеров и гражданских специалистов в области обороны, национальной безопасности и кризисного управления. Кампусы расположены в Стокгольме и Карлстаде. С 2008 года университет имеет статус высшего учебного заведения с правом присуждения академических степеней.

## История

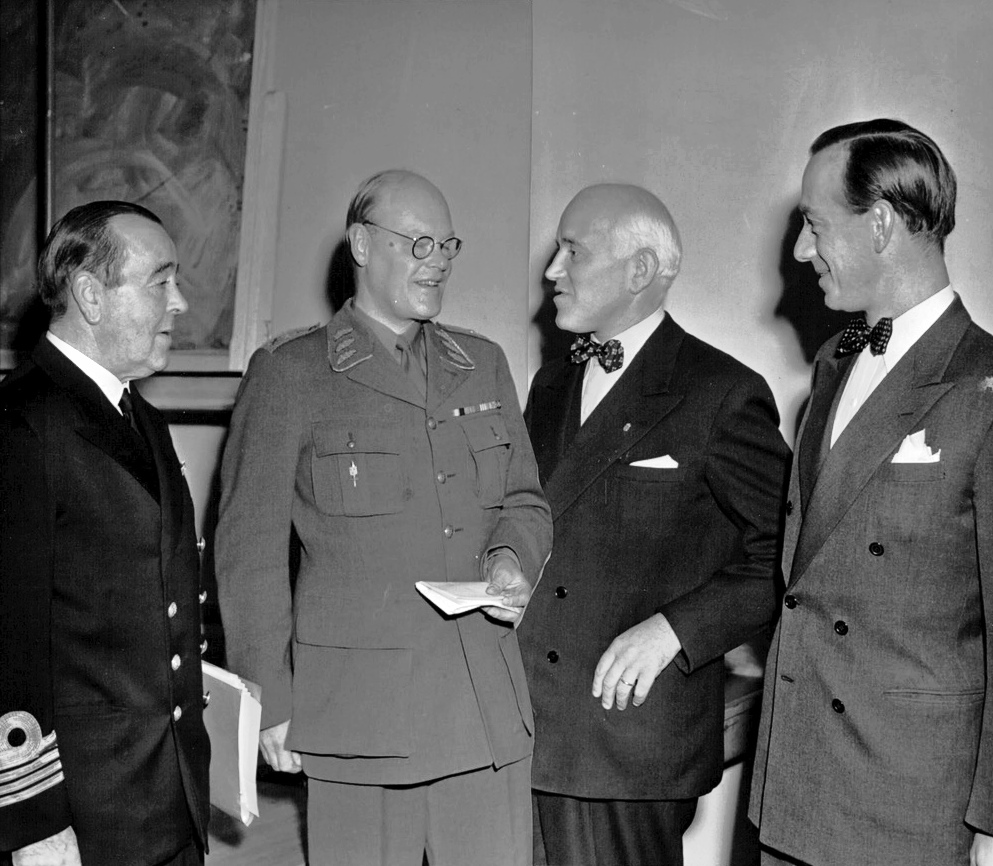
Коммодор Даниэль Ландквист и генерал-лейтенант Рихард Окерман открывают первый «курс по высшим оборонным исследованиям» в октябре 1951 года.

История университета начинается с создания Королевской военной академии (Kungliga Krigsskolan) в 1792 году для подготовки офицеров. В 1818 году было основано Высшее артиллерийское училище в Мариеберге (Стокгольм). В 1878 году была создана Военная высшая школа (Krigshögskolan, KHS) для подготовки офицеров Генерального штаба. В 1898 году появилась Высшая военно-морская школа (Sjökrigshögskolan, KSHS).
С формированием Военно-воздушных сил Швеции в 1926 году в 1939 году начала действовать Авиационная военная школа (Flygkrigshögskolan, FKHS). В 1951 году Артиллерийское и инженерное училище (Artilleri- och ingenjörhögskolan, AIHS) было объединено с Военной высшей школой.
В 1952 году в Стокгольме учреждена Королевская высшая оборонная школа (Försvarshögskolan) для подготовки военного и гражданского персонала высшего звена. Её созданию предшествовал курс по высшим оборонным исследованиям, организованный в 1951 году. 1 октября 1961 года была образована Военная высшая школа (Militärhögskolan, MHS), объединившая учебные заведения сухопутных войск, флота и авиации. В 1994 году к ней присоединена Высшая школа управления обороной (Försvarets förvaltningshögskola, FörvHS).
1 января 1997 года произошло объединение Försvarshögskolan и Militärhögskolan в новую Высшую оборонную школу (Försvarshögskolan). В 2007 году учебно-административные подразделения были сосредоточены в Стокгольме, а кампус в Эстерсунде был закрыт.
С 1 января 2008 года университет получил официальный статус высшего учебного заведения, подчинённого Министерству образования Швеции. С тех пор университет реализует гражданские и военные программы, включая трёхлетнюю Офицерскую программу.
С 1 июля 2018 года университету предоставлено право присуждать академические степени уровня магистратуры и докторантуры в области обороны, безопасности и управления кризисами.

## Институты и образовательные программы

### Институты
Шведская школа обороны включает в себя шесть институций:
- Институт оборонных систем (Institutionen för försvarssystem)
- Институт военных наук (Institutionen för krigsvetenskap)
- Институт лидерства и управления (Institutionen för ledarskap och ledning)
- Институт военной истории (Institutionen för militärhistoria)
- Институт оперативного права и международного гуманитарного права (Institutionen för operativ juridik och folkrätt)
- Институт политических наук (Statsvetenskapliga institutionen)

### Научные центры и исследовательские программы
Шведская школа обороны располагает тремя научными центрами и двумя программами с особой исследовательской направленностью:
- Центр по всеоборонной защите и безопасности общества (Centrum för totalförsvar och samhällets säkerhet)
- Центр военных игр (Centrum för krigsspel, CKS)
- Центр инноваций и развития (Centrum för innovation och utveckling)
- Центр исследований сил специального назначения (Centrum för forskning om specialförband, CSOR)

### Учебные дисциплины
Шведская школа обороны осуществляет образовательную и исследовательскую деятельность в следующих областях:
- политология (с уклоном в кризисное управление и безопасность, на докторском уровне);
- военная техника;
- системы обороны;
- международное право;
- военные науки;
- лидерство и управление;
- всесторонняя оборона;
- военная история.

## Кампусы
С 1926 года Военная высшая школа (Krigshögskolan, KHS), Высшая военно-морская школа (Sjökrigshögskolan, KSHS) и Артиллерийское и инженерное училище (Artilleri- och ingenjörhögskolan, AIHS) были размещены в одном здании по адресу Эстермальмсгатан, 87, в Стокгольме, в так называемом «Сером доме». После образования Военной высшей школы 1 октября 1961 года новое учебное заведение было переведено в казарменный комплекс на Вальхаллавеген, 117, построенный в 1877 году для Свеаландского артиллерийского полка (Svea artilleriregemente, A1), ныне известный как квартал «Свеа артиллери».
После включения Высшей школы управления обороной (Försvarets förvaltningshögskola, FörvHS) в состав Военной высшей школы в 1994 году добавились два новых места проведения обучения — в гарнизонах Карлстада и Эстерсунда, где ранее и находилась FörvHS. После расформирования Военной высшей школы 31 декабря 1996 года помещения на Вальхаллавеген, 117 были переданы новой Шведской школе обороны (Försvarshögskolan).
В 2007 году Шведская школа обороны прекратила деятельность в Эстерсунде. С тех пор она располагается по следующим адресам: Дроттнинг Кристинас вег, 37, в Стокгольме; замок Карлберг, здание Нюдаль в Сольне; а также в Каролинен, по улице Вокснэсгатан, 10, в Карлстаде.

### Кампус Валхаллавеген
После того как основная деятельность школы некоторое время продолжала осуществляться в помещениях на Валхаллавеген, в начале 2000-х годов было принято решение о переезде Шведской школы обороны в новые здания на кампусе Валхаллавеген на улице Дроттнинг Кристинас вэг, рядом с Королевским технологическим институтом (KTH). С 1 августа 2005 года школа работает по адресу Дроттнинг Кристинас вэг 37. Новые помещения были официально открыты 22 сентября 2005 года королём.

## Геральдика и традиции
Шведская школа обороны ведёт свою историю с 1818 года, когда было организовано Высшее артиллерийское училище в Мариеберге. Поскольку ранее существовавшая Военная высшая школа была образована в 1961 году на основе высших военных училищ видов вооружённых сил, Шведская школа обороны тем самым унаследовала непрерывную традицию от Высшего артиллерийского училища, Военной высшей школы (KHS), Морской военной школы (SKHS), Авиационной военной школы (FKHS), самой Шведской школы обороны (FHS), Административной высшей школы обороны (FörvHS) и Военной высшей школы (MHS), и считает своей задачей хранить это наследие. Оригинальный Мариебергский колокол, который в XIX веке стоял во дворе Высшего артиллерийского училища в Мариеберге, сегодня размещён рядом с помещениями Шведской школы обороны на улице Дроттнинг Кристинас вэг.
Маршем Шведской школы обороны является марш бывшей Военной высшей школы — «Марш генерал-фельдтюгмейстера» (''Generalfälttygmästarens marsch''). В связи с преобразованием школы в государственное высшее учебное заведение была учреждена памятная медаль Шведской школы обороны — золотая, серебряная и бронзовая (''Försvarshögskolans minnesmedalj i guld/silver/brons'', FHSMGM/SM/BM). Медаль была вручена 9 января 2008 года на церемонии, посвящённой преобразованию Шведской школы обороны в государственный вуз с правом присуждения степеней.

## Руководители и ректоры
- 1952–1953: Рихард Окерман
- 1953–1955: Торд С. Бонде
- 1955–1956: Ивар Баклунд
- 1957–1960: Густаф Адольф Вестринг
- 1960–1964: Сам Мирман
- 1964–1966: Оскар Крокстедт
- 1966–1968: Малкольм Мюррей
- 1968–1972: Клэс Скоглунд
- 1972–1978: Бу Вестин
- 1978–1984: Бенгт Лильестранд
- 1984–1986: Густаф Велин
- 1986–1987: Шель Нордстрём (и. о.)
- 1987–1988: Брур Стефенсон
- 1988–1994: Кристер Ларссон
- 1994–1996: Нильс Гюльден
- 1997–1998: Клэс Торнберг
- 1998–2002: Карлис Неретниекс
- 2002–2008: Хенрик Ландерхольм
- 2008–2010: Матс Эриксон
- 2011–2019: Ромуло Энмарк
- 2019–н. в.: Роберт Эгнелль

## Название, обозначение и местонахождение
Название
- Королевская высшая оборонная школа — 1952 – 31 декабря 1974
- Высшая оборонная школа — 1 января 1975 – 31 декабря 1996
- Новая Высшая оборонная школа — с 1 января 1997

Обозначения
- FHS — с 1952 года

Места деятельности
- Стокгольм — 1952 – 31 декабря 1996
- Валахаллавеген 117, Стокгольм — 1 января 1997 – 31 июля 2005
- Дроттнинг Кристинас вег 37, Стокгольм — с 1 августа 2005
- Каролинен, Карлстад — с 1 января 1997
- Кунскапенс хюс, Эстерсунд — 1 января 1997 – 2007

## Галерея

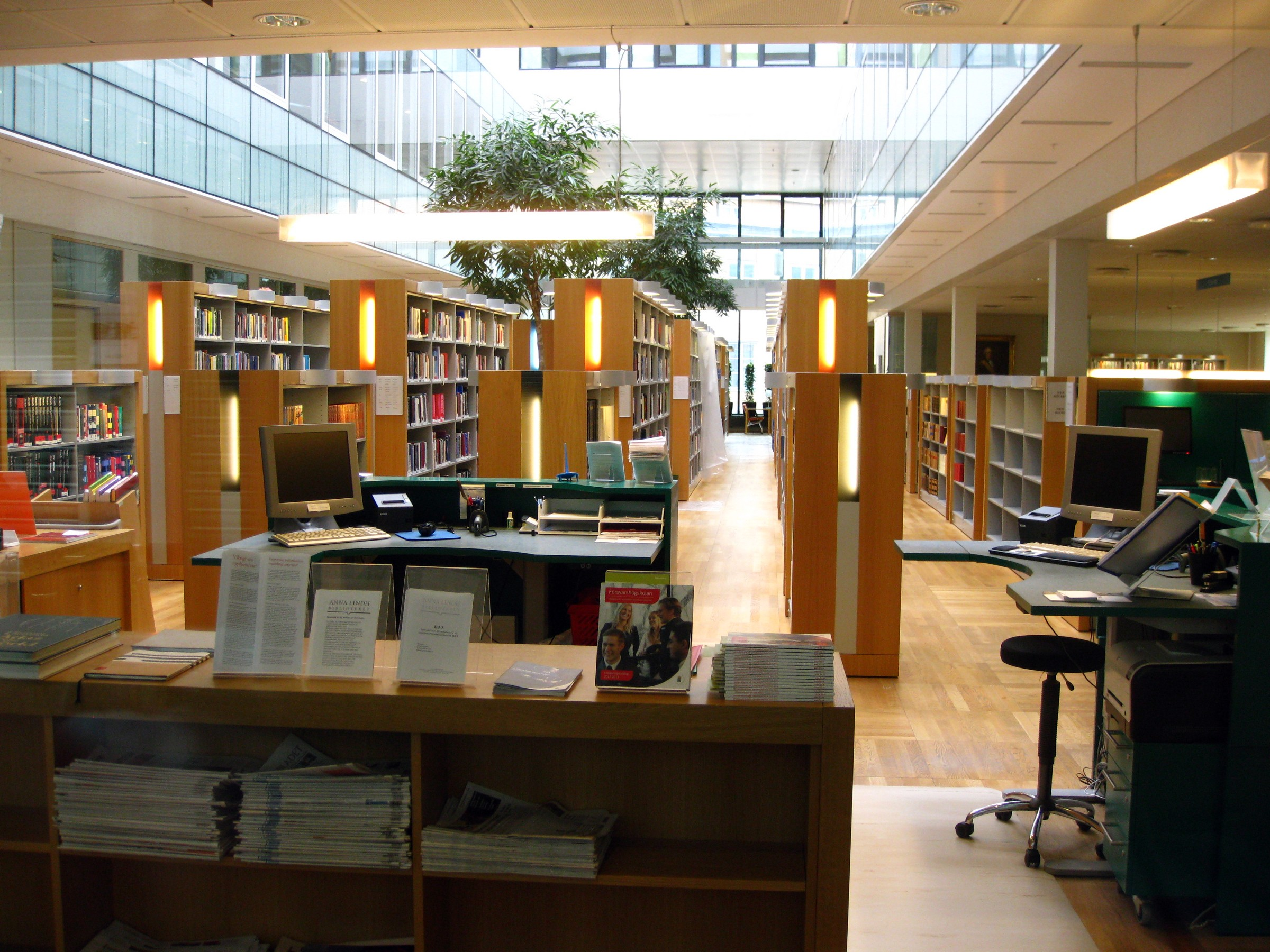
Библиотека Анны Линд в Шведском национальном университете обороны
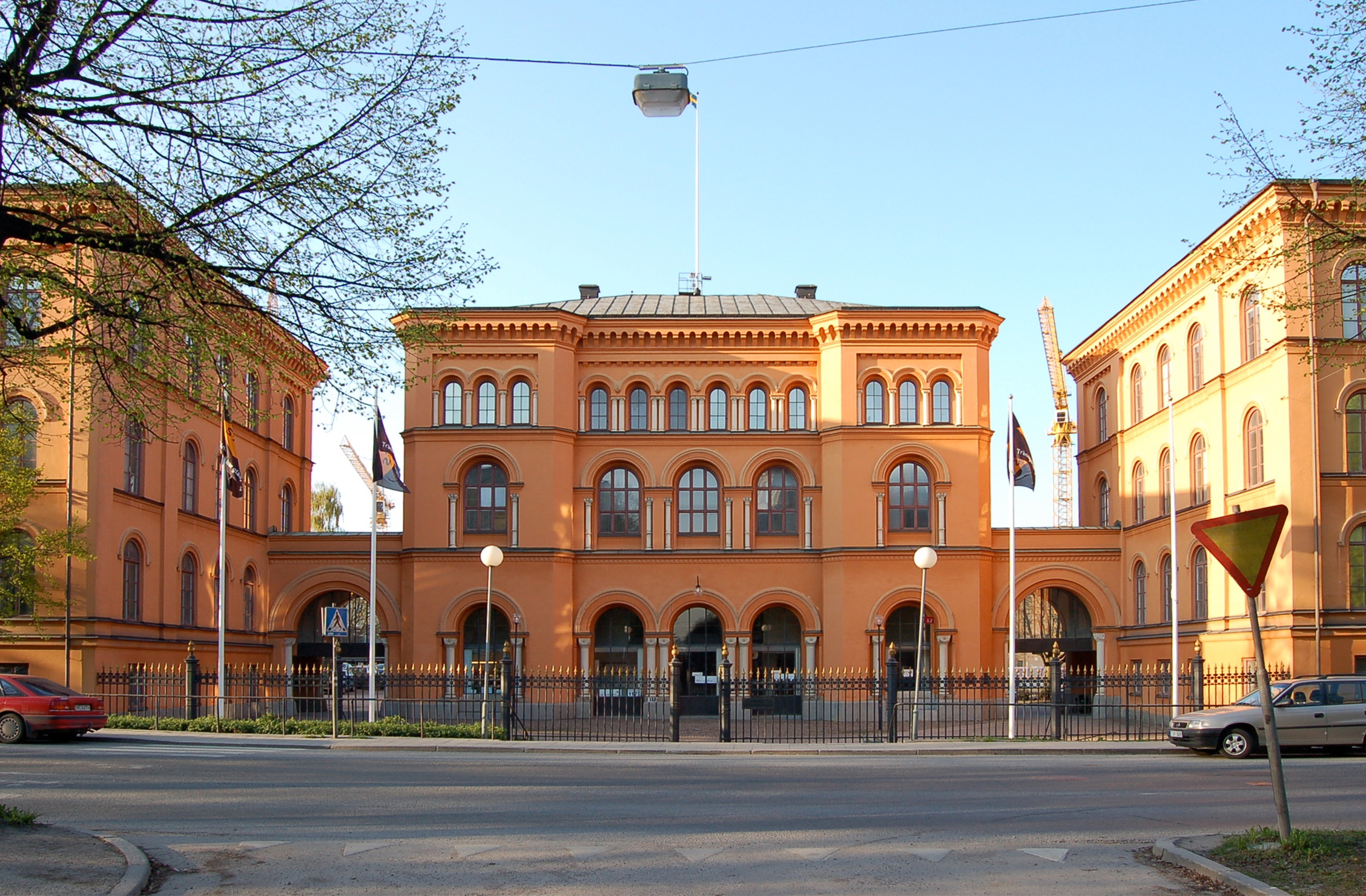
Бывшее здание Шведского национального оборонного колледжа на Валхаллавегене

## Внешние ссылки
- Официальный сайт Försvarshögskolan